# 윤리 형이상학
철학에서 윤리 형이상학(倫理形而上學)이란 윤리적 속성, 명제, 태도, 판단 등의 본질에 대한 이해를 추구하는 윤리학의 한 분야이다. 윤리형이상학은 규범윤리학, 응용윤리학과 함께 윤리학의 세개의 분야 중 하나로 인식된다.
규범윤리학이 "무엇을 해야하나?"와 같은 질문을 하고, 따라서 어떤 윤리적 평가는 지지하고 다른 윤리적 평가는 거부하는 반면, 윤리형이상학은, 윤리적 속성과 평가의 본질에 대한 이해를 추구하면서, "선(善)이란 무엇인가?", "우리는 어떻게 선과 악을 구별할 수 있는가?"와 같은 질문을 한다.
일부 이론가들은, 실질적인 윤리이론에 관한 적절한 평가와 실제적인 윤리적 판단을 내리기 위해 도덕성에 관한 윤리형이상학적 설명이 필요하다고 주장한다. 다른 이들은 반대의 전제로부터 판단하는데, 그들은 우리가 도덕성의 형이상학에 관한 적절한 설명을 줄 수 있기 전에 적절한 행위에 도덕적 직관을 주어야 한다고 생각한다.